# ون وایلدر: ظهور تاج
ون وایلدر: ظهور تاج (انگلیسی: Van Wilder: The Rise of Taj) یک فیلم در ژانر است که در سال ۲۰۰۶ منتشر شد. از بازیگران آن می‌توان به کل پن، لورن کوهن، و ایمی استیل اشاره کرد.